# رالف هاينز
رالف هاينز (بالإسبانية: Ralph Heinze)‏ هو راكب الكنو مكسيكي، ولد في 26 مارس 1975.

## وصلات خارجية
- رالف هاينز على موقع أوليمبيديا (الإنجليزية)